# بلایا (استان آرخانگلسک)
بلایا (به لاتین: Belaya) یک منطقهٔ مسکونی در روسیه است که در استان آرخانگلسک واقع شده‌است.